# Världsutställningen i Sevilla 1929

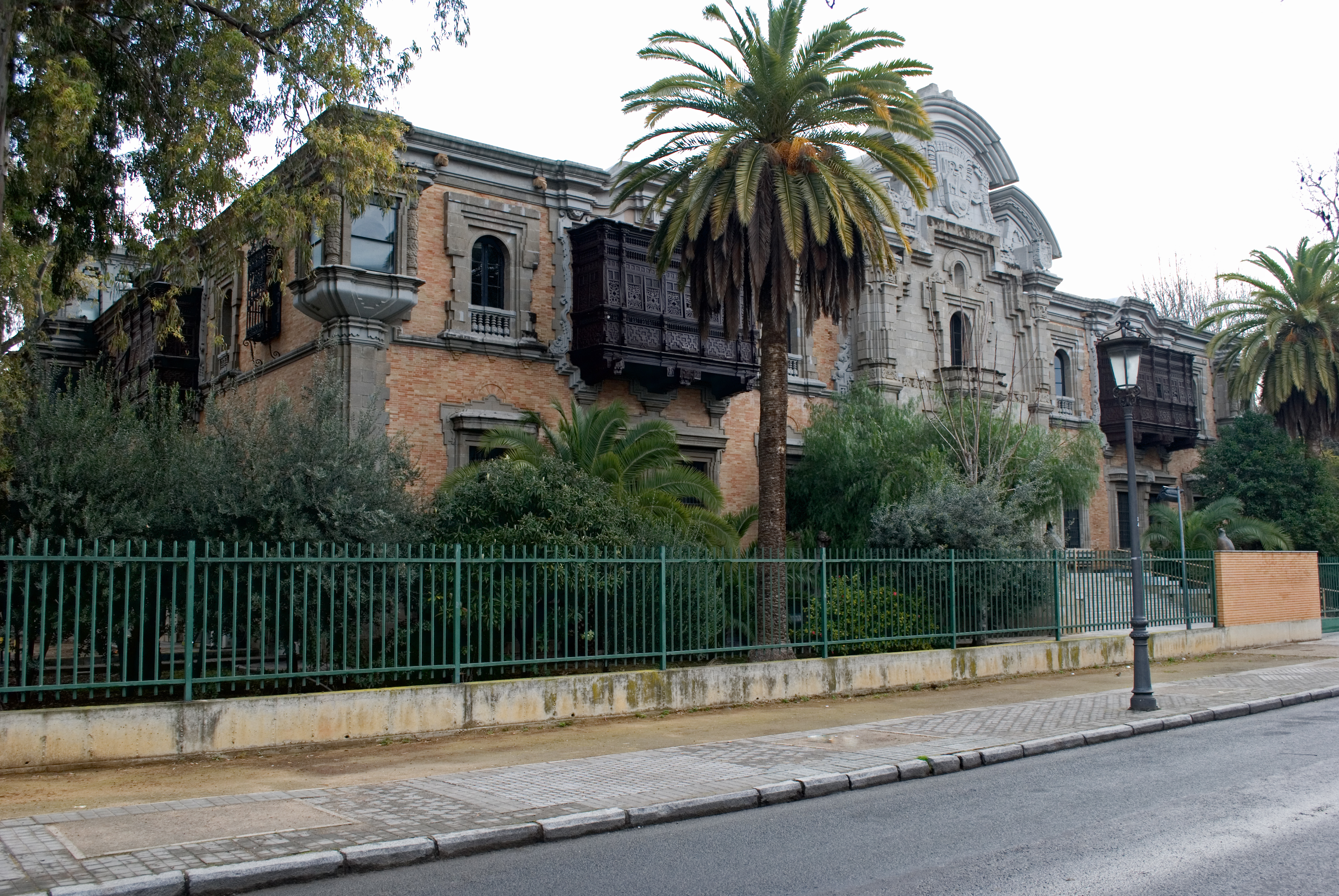
Perus paviljong på världsutställningen.

Världsutställningen 1929 ägde rum i Sevilla i Spanien 1929. Det var den 20:e världsutställning som erkändes officiellt av Bureau International des Expositions (BIE).